# Landolphia lecomtei
Landolphia lecomtei är en oleanderväxtart som beskrevs av Dewèvre. Landolphia lecomtei ingår i släktet Landolphia och familjen oleanderväxter. Inga underarter finns listade i Catalogue of Life.